# زراوندية
الفصيلة الزّراوَندِيّة (الاسم العلمي: Aristolochiaceae) هي فصيلة من النباتات المزهرة تنتمي إلى رتبة الفلفليات (الاسم العلمي: Piperales) . وتضم هذه الفصيلة 7 أجناس وحوالي 400 نوع . الجنس النموذجي لهذه الفصيلة هو الزراوند.